# Send Me an Angel (canción de Scorpions)
«Send Me an Angel» es una canción de la banda alemana de hard rock y heavy metal Scorpions, incluida como la última pista de su undécimo álbum de estudio, Crazy World (1990). Compuesta por el vocalista Klaus Meine y el guitarrista Rudolf Schenker, es una power ballad de rock cuya letra trata sobre la gratitud y la búsqueda de ayuda para encontrar el camino correcto, ejemplificada de manera figurativa en un ángel guardián. Salió a la venta como el cuarto sencillo del álbum en junio de 1991 a través de Mercury Records. Cabe señalar que su lanzamiento se debió únicamente a que el sello quería mantener el éxito que estaba teniendo en varios países el anterior sencillo, «Wind of Change».
Una vez en el mercado, logró buenas posiciones en las principales listas musicales de Europa continental; por ejemplo, se ubicó entre los diez más vendidos en Alemania, Austria, Bélgica, Francia, Países Bajos, Polonia y Suecia. En los Estados Unidos, alcanzó posiciones medias en los recuentos de Billboard, Cashbox y Gavin Report. Por su parte, recibió críticas favorables por parte de la prensa especializada, que destacó la música y la letra y, en ocasiones, es considerada una de las mejores baladas de la banda.
A pesar del éxito comercial que logró en su momento, Scorpions no interpretó la canción en vivo hasta 1998; desde entonces, usualmente se la ha incluido en el repertorio de sus giras de concierto. En 2000, la banda la regrabó en formato sinfónico para el álbum Moment of Glory —un crossover con la Orquesta Filarmónica de Berlín—, mientras que en dos ocasiones la adaptó en estilo acústico: en 2001 para Acoustica y en 2013 para MTV Unplugged - Live in Athens. Por otro lado, otros artistas la han versionado para sus propias producciones de estudio con el paso de los años.

## Antecedentes
El 6 de noviembre de 1990, Scorpions sacó al mercado su undécimo álbum de estudio, Crazy World. Como parte de la promoción del disco, se publicaron dos sencillos antes de que finalizara el año: «Tease Me Please Me» y «Don't Believe Her», que lograron los puestos 8 y 13 en el conteo Mainstream Rock Tracks de los Estados Unidos, respectivamente. En contraparte, este último fue el único que ingresó en algunas listas musicales de Europa, pues alcanzó las casillas 6 en Polonia y 77 en el Reino Unido. A diferencia de los otros países, Phonogram Records —la división europea de PolyGram— consideró el éxito de «Still Loving You» a mediados de la década de 1980 y decidió editar «Wind of Change» como primer sencillo en Francia; tal como lo proyectaron, tuvo una rápida recepción en las radios. A partir de entonces, «Wind of Change» comenzó a llamar la atención en diferentes mercados mundiales e inició una especie de «revolución [...], de un país a otro», según Rudolf Schenker. Se estima que ingresó en las listas de 78 países —en más de una docena logró el primer puesto— y hasta octubre de 1991 la revista Music & Media reportó que el sencillo había vendido alrededor de 2,5 millones de copias. Para mantener este éxito, el sello decidió publicar a mediados de 1991 la otra power ballad del álbum, «Send Me an Angel», ya que, en palabras del productor Keith Olsen, las compañías sabían que tener este tipo de canciones en las radios hacía más accesibles a las bandas de rock.

## Composición y grabación

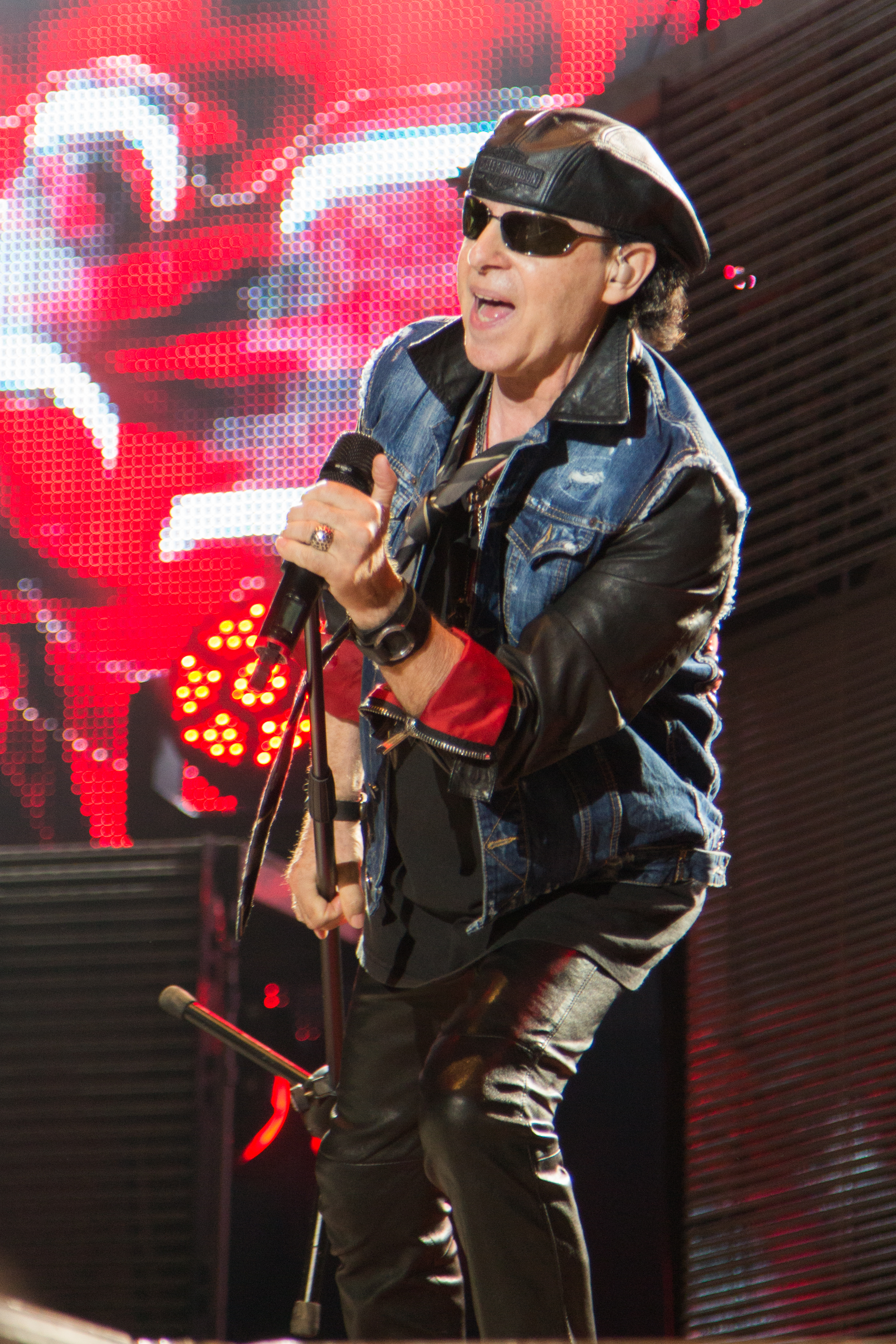
Klaus Meine comentó que la idea de la letra fue una «inspiración casi religiosa».

El vocalista Klaus Meine escribió la letra de «Send Me Angel», mientras que el guitarrista Rudolf Schenker compuso la música. De acuerdo con Meine, es una canción espiritual sobre la gratitud y la búsqueda de ayuda para encontrar el camino correcto, ejemplificada de manera figurativa en un ángel guardián. El vocalista tardó treinta minutos en escribir la letra y señaló que la idea detrás de ella solo fue «una inspiración casi religiosa». Por su parte, Schenker creó la melodía con una vieja guitarra de segunda mano que su esposa le había comprado un par de días antes.
Considerada una power ballad de rock, usualmente se clasifica dentro de los subgéneros hard rock, heavy metal, pop metal, pop rock, arena rock y pop rock contemporary. Según la partitura publicada en Musicnotes por Alfred Publishing Co. Inc, el tema está compuesto en la tonalidad de mi menor, con un tempo de rock lento de 52 pulsaciones por minuto. El registro vocal de Meine se extiende desde la nota mi4 hasta si5 en el índice acústico científico.
«Send Me an Angel» es una de las pocas canciones en las que el guitarrista rítmico Rudolf Schenker interpreta el solo de guitarra. Por otra parte, el compositor canadiense Jim Vallance tocó los teclados, por lo que recibió créditos como músico invitado. Al igual que las demás canciones de Crazy World, la grabación tuvo lugar en 1990 en los Wisseloord Studios de Hilversum (Países Bajos) y en el estudio propiedad del productor Keith Olsen, Goodnight LA, ubicado en Los Ángeles (Estados Unidos).

## Lanzamiento y video musical

El video musical presenta imágenes del Valle de los Monumentos.

«Send Me an Angel» salió a la venta como el cuarto sencillo de Crazy World en junio de 1991 a través del sello Mercury Records, mientras que el 18 de noviembre Vertigo Records lo publicó en el Reino Unido. El lado B dependió del formato físico; por ejemplo, existe un vinilo de 7" que lo ocupa «Crazy World», mientras que en otro lo hace «Kicks After Six». En cambio, el CD y el vinilo de 12" incluyeron las canciones «Kicks After Six» y la versión en vivo de «Big City Nights», grabada en el Moscow Music Peace Festival en 1989. Asimismo, el casete editado en los Estados Unidos contenía en ambas caras «Send Me an Angel» y «Kicks After Six», mientras que la versión australiana tuvo a «Restless Nights». Por su parte, el siete pulgadas británico incluyó la versión en ruso de «Wind of Change». Cabe señalar que el vinilo de 7" editado en Europa presenta como portada la imagen de un ángel femenino visto de espaldas con sus alas en llamas, la cual Black Sabbath reutilizó en la carátula del álbum Cross Purposes en 1994.
El irlandés Meiert Avis, de la productora audiovisual Windmill Lane Productions, dirigió el video musical de «Send Me An Angel». La producción quedó a cargo de Ben Dossett, mientras que Daniel Pearl fue el director de fotografía. Con una calidad etérea y registrado en tonos sepia, muestra imágenes de la banda interpretando la canción, que se mezclan con algunas secuencias del paisaje del Valle de los Monumentos, ubicado en la Meseta del Colorado (Estados Unidos). El video salió al aire en septiembre de 1991. Por su parte, este videoclip, junto con los de «Tease Me Please Me», «Don't Believe Her» y «Wind of Change», se incluyeron en el VHS, Crazy World Tour Live...Berlin 1991 (1991).

## Recepción

### Crítica especializada
«Send Me an Angel» recibió reseñas favorables por parte de la prensa especializada. Kent Zimmerman, de Gavin Report, la llamó «esperanzadora», mientras que Dave Sholin —de la misma publicación— consideró que estaba destinada a seguir el éxito de «Wind of Change» porque la música era «emocionante» y «cautivadora». Kim Yaged, de The Michigan Daily, la calificó como la canción más destacada del álbum y resaltó la interpretación de Klaus, aunque consideró su letra «algo banal». Barry Weber, del sitio AllMusic, señaló que, junto con «Wind of Change», «son posiblemente dos de los mejores números lentos de la banda, con una armonía y letras relajantes». Eduardo Rivadavia, de Ultimate Classic Rock, tuvo una opinión similar, pues consideró que ambas canciones eran «baladas potentes y brutales». Malcolm Dome, de Classic Rock, expresó que era «aplastante» y se encontraba entre las mejores baladas del grupo. La edición italiana de la revista Billboard la incluyó entre sus diez mejores canciones. En el respectivo análisis, la llamó una de las «más delicadas y poéticas» de Scorpions gracias a la melodía sencilla, la voz emotiva de Meine, la letra reflexiva y el tono melancólico, que le daban una atmósfera «íntima y conmovedora». El autor francés Guillaume Gaguet, en su libro Scorpions L'intégrale en 367 piqûres (2020), lo denominó uno de los mejores momentos del álbum, gracias a su letra con «aura mística» y con muchas referencias religiosas, cuya «pureza es abrumadora».

### Comercial
Una vez que salió al mercado, logró buenas posiciones en las listas musicales mundiales, principalmente en las de Europa continental. En Alemania, debutó en el puesto 24 del conteo de Media Control Charts el 23 de septiembre de 1991, y para la semana del 18 de noviembre logró la casilla 5 como máxima posición. Con veintidós semanas en total, «Send Me an Angel» finalizó como el septuagésimo cuarto sencillo más vendido del año. En Bélgica, estuvo tres semanas consecutivas en el cuarto lugar del Ultratop de la región Flamenca, y terminó el año en el puesto 27 de los más vendidos. En Francia, ocupó el octavo puesto en la lista nacional para la semana del 6 de julio. En el recuento anual, alcanzó la casilla 48 con más de 100 000 copias comercializadas.
En los demás países europeos, «Send Me an Angel» alcanzó el tercer puesto en el conteo nacional de Polonia, el cuarto tanto en el Dutch Top 100 Singles como en el Dutch Top 40 de los Países Bajos, así como en el Sverigetopplistan de Suecia, el octavo en el Ö3 Austria Top 40 de Austria, el decimocuarto en el Schweizer Hitparade de Suiza y el vigesimoséptimo en el UK Singles Chart del Reino Unido. En cuanto a las listas desarrolladas por la revista europea Music & Media, se ubicó en las casillas 19 en el European Hot 100 Singles, 22 en el Euro Hit Radio Top 40 y 31 en el European Airplay Top 50. Más tarde, la organización World Wide Europe Awards (WWA) lo certificó con un disco de platino, en representación a más de un millón de copias vendidas en el continente.
En los Estados Unidos, ingresó a varias listas de las revistas especializadas de la época. En aquellas desarrolladas por Billboard, consiguió el octavo lugar en el Mainstream Rock Tracks, el cuadragésimo cuarto en el Hot 100 y el quincuagésimo noveno en el Radio Songs. Asimismo, logró la casilla 21 en el Top 40 de Gavin Report y la 30 en el Top 100 Singles de Cashbox. En la revista RPM de Canadá, llegó hasta el puesto 19 en el Top 100 Singles y al 31 en el Adult Contemprary. Por su parte, en Paraguay llegó al primer lugar.

## Versiones

### Regrabaciones de Scorpions
A pesar del éxito que logró la canción en las listas, Scorpions no la interpretó en vivo hasta el 18 de junio de 1998, en un concierto en Bonn (Alemania) en el marco del último tramo de la gira promocional del álbum Pure Instinct. Desde entonces, la banda la ha tocado en sus presentaciones, una de las cuales quedó registrada en el álbum en vivo y DVD Live 2011: Get Your Sting and Blackout. A finales de los años noventa, el director de orquesta Christian Kolonovits la arregló en formato sinfónico para el disco Moment of Glory (2020) —un crossover entre Scorpions y la Orquesta Filarmónica de Berlín—, y fue cantada a dueto con el vocalista italiano Zucchero. Por su parte, en dos ocasiones el grupo la interpretó en formato acústico para los álbumes en vivo Acoustica (2001) y MTV Unplugged - Live in Athens (2013).

### Versiones de otros artistas
Con el paso de los años, varios artistas versionaron la canción para distintas producciones. Por ejemplo, en 1995, el organista alemán Klaus Wunderlich grabó una versión en easy listening para su álbum Keys for Lovers. En 2005, la banda la tocó en vivo en un programa de televisión israelí junto con la cantante Liel Kolet. Dos semanas después de la presentación, el sello local Hed Artzi publicó esta versión como sencillo con el título de «Liel & the Scorpions - Send Me an Angel», para conmemorar la primera vez que Scorpions tocaba en Israel. En 2007, Sleepthief, con la participación de la vocalista Kristy Thirsk, la versionaron para el sencillo «The Chauffeur», que estuvo disponible como descarga digital. En 2013, las gemelas Camille y Kennerly Kitt grabaron una versión instrumental para el álbum debut Harp Attack, mientras que al año siguiente el puertorriqueño Daddy Yankee usó un sample de la parte instrumental para la canción «Ora por mí».

## Lista de canciones
| Vinilo de 7" |                    |                                                |          |  |
| N.º          | Título             | Escritor(es)                                   | Duración |  |
| 1.           | «Send Me an Angel» | Rudolf Schenker, Klaus Meine                   | 4:34     |  |
| 2.           | «Crazy World»      | Schenker, Meine, Herman Rarebell, Jim Vallance | 5:08     |  |

| Vinilo de 7" y casete (edición estadounidense) |                    |                                             |          |  |
| N.º                                            | Título             | Escritor(es)                                | Duración |  |
| 1.                                             | «Send Me an Angel» | Schenker, Meine                             | 4:34     |  |
| 2.                                             | «Kicks After Six»  | Meine, Rarebell, Vallance, Francis Buchholz | 3:51     |  |

| Sencillo en CD y vinilo de 12" |                             |                                     |          |  |
| N.º                            | Título                      | Escritor(es)                        | Duración |  |
| 1.                             | «Send Me an Angel»          | Schenker, Meine                     | 4:34     |  |
| 2.                             | «Kicks After Six»           | Meine, Rarebell, Vallance, Buchholz | 3:51     |  |
| 3.                             | «Big City Nights» (en vivo) | Schenker, Meine                     | 5:14     |  |

| Casete (edición australiana) |                    |                                     |          |  |
| N.º                          | Título             | Escritor(es)                        | Duración |  |
| 1.                           | «Send Me an Angel» | Schenker, Meine                     | 4:34     |  |
| 2.                           | «Restless Nights»  | Schenker, Meine, Rarebell, Vallance | 5:50     |  |

## Posicionamiento en listas musicales
| País/Continente | Lista (1991-1992)             | Posición |
| --------------- | ----------------------------- | -------- |
| Alemania        | Media Control Charts          | 5        |
| Austria         | Ö3 Austria Top 40             | 8        |
| Bélgica         | Ultratop 50 Singles (Flandes) | 4        |
| Canadá          | RPM Adult Contemporary        | 31       |
| Canadá          | RPM Top 100 Singles           | 19       |
| Estados Unidos  | Billboard Hot 100             | 44       |
| Estados Unidos  | Cashbox Top 100 Singles       | 30       |
| Estados Unidos  | Gavin Report Top 40           | 21       |
| Estados Unidos  | Mainstream Rock Tracks        | 8        |
| Estados Unidos  | Radio Songs                   | 59       |
| Europa          | European Airplay Top 50       | 31       |
| Europa          | Euro Hit Radio Top 40         | 22       |
| Europa          | European Hot 100 Singles      | 19       |
| Francia         | French Singles Chart          | 8        |
| Países Bajos    | Dutch Top 40                  | 4        |
| Países Bajos    | Dutch Top 100 Singles         | 4        |
| Paraguay        | IFPI                          | 1        |
| Polonia         | Polish Music Charts           | 3        |
| Reino Unido     | UK Singles Chart              | 27       |
| Suecia          | Sverigetopplistan             | 4        |
| Suiza           | Swiss Music Charts            | 14       |

| País/Continente | Lista (1991)             | Posición |
| --------------- | ------------------------ | -------- |
| Alemania        | Media Control Charts     | 74       |
| Bélgica         | Ultratop 50 Singles      | 27       |
| Europa          | European Hot 100 Singles | 88       |
| Francia         | French Singles Chart     | 48       |
| Países Bajos    | Dutch Top 40             | 34       |
| Países Bajos    | Dutch Top 100 Singles    | 48       |
| Suecia          | Sverigetopplistan        | 70       |
| País            | Lista (1992)             | Posición |
| Suecia          | Sverigetopplistan        | 67       |

| País     | Lista                | Posición |
| -------- | -------------------- | -------- |
| Alemania | Media Control Charts | 250      |

## Certificaciones
| Región | Organismo certificador         | Certificación | Ventas certificadas | Ref.   |
| ------ | ------------------------------ | ------------- | ------------------- | ------ |
| Europa | World Wide Europe Awards (WWA) | Platino       | 1 000               | [ 47 ] |

## Créditos
| - Klaus Meine: voz - Rudolf Schenker: guitarra rítmica y guitarra líder - Matthias Jabs: guitarra rítmica - Francis Buchholz: bajo - Herman Rarebell: batería Músicos invitado - Jim Vallance: teclados | - Keith Olsen y Scorpions: producción |

Fuente: Folleto de notas de «Send Me an Angel»